# 치안 판사
치안판사(治安判事, 영어: Justice of the Peace)는 주로 영미법에서의 형사재판 제도이다. 변호사 자격이 없는 일반인이 임명되어 경범죄의 1심 형사재판을 하고, 대부분 확정판결하는 제도이다.
2013년에도 영국은 일반인인 치안판사가 대부분의 형사재판을 1심에서 확정판결하고 있다. 다른 국가들에서도 치안판사 제도를 도입한 경우가 있으나, 완전한 일반인을 치안판사로 임명하는 것은 영국 뿐으로 대부분은 법학 학위나 변호사 등 관련 자격/경력을 필요로 한다.

## 역사
1195년 영국의 리처드 1세는 몇몇 기사들을 치안판사로 임명해 특정 지역을 통치하게 하였다. 1327년 "착하고 법을 잘 지키는 일반인"을 치안판사로 임명하여 카운티(한국의 군청, 구청)의 형사재판을 하도록 하였다.
프랑스의 경우에는 1790년부터 1958년까지 치안판사 (프랑스어: Justice de Paix) 제도가 있었다.

## 오늘날의 치안판사

### 영국
현재 영국의 치안법원(Magistrates' court)은 경범죄에 대한 형사재판을 한다. 15,000 파운드(2,600만 원 정도)의 벌금, 단일범죄의 경우 6개월 징역, 연속범의 경우 12개월의 징역을 선고할 수 있다. 이러한 경범죄 사건은 영국 형사재판의 95%를 차지한다. 대부분 항소되지 않고 확정판결된다. 치안판사는 법률을 모르는 일반인으로 임명되며, 치안법원에는 변호사 자격을 갖춘 정규직 로클럭이 치안판사를 보좌한다.
중범죄인 경우, 치안판사는 변호사 자격을 갖춘 직업법관으로 구성된 1심 형사법원(Crown Court)에 기소하는데 대한 책임을 진다. 예전에는 대배심이 이 업무를 담당했다.
치안판사는 민사사건, 가족법 사건도 재판한다.

### 미국
현재 미국의 치안판사(Magistrate Judge)는 경범죄를 주재하고, 중범죄를 포함한 형사 사건에 대해 영장 등의 업무를 위임받아 처리할 수 있으며, 그 범위는 주 지방법원이 필요에 따라 할당한다. 미국 변호사 자격과 5년의 경력이 필요하며 연방 지방법원 판사들이 선출한다. 처음 도입된 1793년 Commissioner 제도는 일반인이 보조적 역할을 맡았으나, 법관의 부족으로 1968년 확대되며 자격이 강화된 것이다.

### 러시아
러시아 제국의 알렉산드르 2세는 1864년 사법 개혁을 통해 영국의 치안판사(Justice of the Peace) 제도를 수입했다. 징역 3년 이하의 경범죄에 대한 형사사건을 재판한다.

### 중국
중국은 경찰서장이 징역 3년 이하의 경범죄에 대한 징역형을 선고할 수 있다. 변호사 자격이 있는 직업법관이 아닌 일반인이 경범죄의 재판을 하는 점에서, 영국의 치안판사 제도와 비슷하다.

### 조선민주주의인민공화국
조선민주주의인민공화국은 경찰서장이 징역 3년 이하의 경범죄에 대한 징역형을 선고할 수 있다. 변호사 자격이 있는 직업법관이 아닌 일반인이 경범죄의 재판을 하는 점에서, 영국의 치안판사 제도와 비슷하다.

### 대한민국
대한민국은 삼청교육대를 시행하여, 경찰서장이 경범죄에 대한 징역형을 선고할 수 있었다. 이 제도는 인권 문제 등의 비판을 받고 폐지되었다. 일제 강점기에도 이러한 경찰서장의 즉결심판에 따른 경범죄 처벌 제도가 있었다. 모두 12세기 영국의 치안판사 제도를 도입한 것이다.

## 같이 보기
- 마지스트레이트
- 마지스트라투스